# 구암고등학교 (서울)
구암고등학교(龜巖高等學校)는 대한민국 서울특별시 관악구 봉천동에 있는 공립 고등학교이다.

## 학교 연혁
- 2012년 3월 1일 : 구암고등학교 개교
- 2012년 3월 2일 : 입학식 (8학급 277명, 특수1학급 별도)
- 2012년 3월 2일 : 제1대 김동섭 교장 취임
- 2013년 11월 27일 : 북카페 및 아람관 개관
- 2014년 3월 4일 : 자율형 창의경영학교 연구시범학교로 지정
- 2015년 2월 6일 : 제1회 졸업식 274명(남 146명, 여 128명)
- 2016년 3월 2일 : 일반고 대안교육과정 연구학교 운영
- 2019년 3월 1일 : 제3대 김대인 교장 취임
- 2022년 2월 8일 : 제8회 졸업식 209명(남 119명, 여 90명)
- 2022년 3월 2일 : 입학식(7학급 193명, 특수1학급 별도)

## 참고 자료
- 구암고등학교 - 한국교육학술정보원 학교알리미